# Światowy ranking snookerowy 2000/2001
Światowy ranking snookerowy 2000/2001 – lista zawiera 32 zawodników najwyżej sklasyfikowanych w sezonie 2000/2001. Pierwsza szesnastka rankingu ma zapewniony udział w 1. rundzie wszystkich turniejów rankingowych. W każdym z turniejów rankingowych z numerem pierwszym będzie rozstawiany obrońca danego tytułu, z numerem drugim Mistrz świata 2000 a zarazem lider listy rankingowej, (Mark Williams), zaś kolejni zawodnicy według kolejności zajmowanej na poniższej liście.
| Poz. | Nazwisko          |                   | Punkty |
| ---- | ----------------- | ----------------- | ------ |
| 1    | Mark Williams     | Walia             | 57100  |
| 2    | John Higgins      | Szkocja           | 44445  |
| 3    | Stephen Hendry    | Szkocja           | 42570  |
| 4    | Ronnie O’Sullivan | Anglia            | 32640  |
| 5    | Stephen Lee       | Anglia            | 31605  |
| 6    | Matthew Stevens   | Walia             | 31105  |
| 7    | Ken Doherty       | Irlandia          | 29255  |
| 8    | Alan McManus      | Szkocja           | 25510  |
| 9    | Fergal O’Brien    | Irlandia          | 24702  |
| 10   | John Parrott      | Anglia            | 24065  |
| 11   | Anthony Hamilton  | Anglia            | 23515  |
| 12   | Peter Ebdon       | Anglia            | 23355  |
| 13   | Dave Harold       | Anglia            | 22737  |
| 14   | Paul Hunter       | Anglia            | 22497  |
| 15   | Marco Fu          | Hongkong          | 22329  |
| 16   | Joe Swail         | Irlandia Północna | 21590  |
| 17   | Steve Davis       | Anglia            | 21500  |
| 18   | Jimmy White       | Anglia            | 20587  |
| 19   | Graeme Dott       | Szkocja           | 20112  |
| 20   | Dominic Dale      | Walia             | 19947  |
| 21   | Chris Small       | Szkocja           | 19497  |
| 22   | Mark King         | Anglia            | 19450  |
| 23   | Nigel Bond        | Anglia            | 18822  |
| 24   | Billy Snaddon     | Szkocja           | 18412  |
| 25   | Darren Morgan     | Walia             | 17194  |
| 26   | Tony Drago        | Malta             | 17072  |
| 27   | James Wattana     | Tajlandia         | 16975  |
| 28   | Brian Morgan      | Anglia            | 16235  |
| 29   | Drew Henry        | Szkocja           | 16200  |
| 30   | Terry Murphy      | Irlandia Północna | 15632  |
| 31   | Joe Perry         | Anglia            | 15470  |
| 32   | Quinten Hann      | Australia         | 15445  |